# 加藤秀行 (ゲームクリエイター)
加藤 秀行（かとう ひでゆき、6月27日 - ）は、日本のゲームクリエイター。東京都出身。専門学校卒業後、ハル研究所に入社。
岩田聡のもとゲーム企画に従事し、以降もゲーム制作に携わる。

## 主な作品実績
- Mackintosh『ベルゼリオン』/設定
- SATURN『アルバートオデッセイ外伝』/キャラクター制作
- SATURN『ギャラクシーファイト』/キャラクター制作
- PS『日本プロゴルフ協会監修ダブルイーグル』/企画
- PS『OUTLIVE Be Eliminate Yesterday』/キャラクター制作
- GBA『鬼武者 Onimusha Tactics』/企画
- DS『ゾイドサーガシリーズ』/企画、シナリオ制作
- PSP『ココロコネクト ヨチランダム』/シナリオ制作
- iOS Android『闇芝居』/制作進行
- iOS Android『召喚アルカディア』/イベント設定
- TCAG『戦国大戦 伊達政宗第二章』/シナリオ制作
- iOS Android『チェインクロニクル』/シナリオ監修、シナリオ制作
- iOS Android『ワールドチェイン』/シナリオ監修、シナリオ制作
- iOS Android PC『キャラバンストーリーズ』/シナリオ監修、シナリオ制作
- PS4 Steam『アイドルマスター スターリットシーズン』/シナリオ制作
- iOS Android『トツワガイ』/シナリオ制作